# Luna de Jos, Cluj
Luna de Jos (în maghiară Kendilóna, în germană Kenderloch, Unter-Lonen, Lone, Lohne) este un sat în comuna Dăbâca din județul Cluj, Transilvania, România. ==.

## Toponimie
Odată cu secolul al XIV-lea Luna de Jos apare menționată în documentele timpului - Lona (1315), Loona (1340), Lonay (1348), Lonya (1536), Kendi-Lona (1733), Kendilona (1750), Kendi (1760), Kendi-Lona (1854), Lona (1967).

## Istoric
Cercetările arheologice arată că zona satului Luna de Jos a fost locuită din cele mai vechi timpuri. În zona Doman au fost descoperite urmele unei așezări preistorice; există o altă locație în care s-a descoperit ceramică de tip Hallstatt. În secolul al XIX-lea este descoperită o monedă din timpul împăratului [[Valentinianus IIIîî (425-455). Arheologii menționează existența și a unor tumuli de inhumație probabil de origine migratoare.
Satul actual a fost înființat de către coloniștii sași,inainte de marea invazie mongolă, cu denumirea "Lone", denumire ce înseamnă în germană cadou, dar, cu trimitere la terenul deosebit de fertil și la anumite scutiri de taxe pe care comunitatea le-a primit în momentul sosirii in zona . Sarcina principală a acestei comunități era întreținerea unui punct de semnalizare pe dealul "În vie" în caz de atac al tătarilor.
În Evul Mediu  satul devine sat maghiar, în posesia succesivă a familiilor nobiliare maghiare Thoroczkay, Kendi și Teleki. 
În denumirile unor locații din zona satului Luna de Jos apar influențe  germane: zona "Poderei" este o modificare a germanului "Polder" (șes fertil), zona "Doman" este o modificare a germanului "dumm" (prost,rău), cu referire la un teren agricol argilos, nepotrivit pentru agricultură.
În 14 aprilie 1596 principele Sigismund Báthory îi dăruiește lui Mihai Viteazul moșia Lona.
In anul 1600 este mentionat Balázs Piskolthy,administrator a mosiei Lona,in numele lui Mihai Viteazul.
În anul 1601 după bătălia de la Guruslău Mihai Viteazul și armata sa se opresc timp de trei zile la Lona, înainte de a porni spre Cluj și Turda.
In 1616 sunt mentionate 2 castele de piatra,unul in ruina,
In 1738 are loc o puternica epidemie de ciuma,care devasteaza satul,
In 1770 este mentionata existenta unei mori de apa,pe un canal artificial,alimentat cu apa din raul Lona,
În anul 1773 contele Adam Teleki, având curtea nobiliară la castelul Teleki din Luna de Jos, traduce pentru prima dată în maghiară piesa de teatru Cidul de Pierre Corneille.

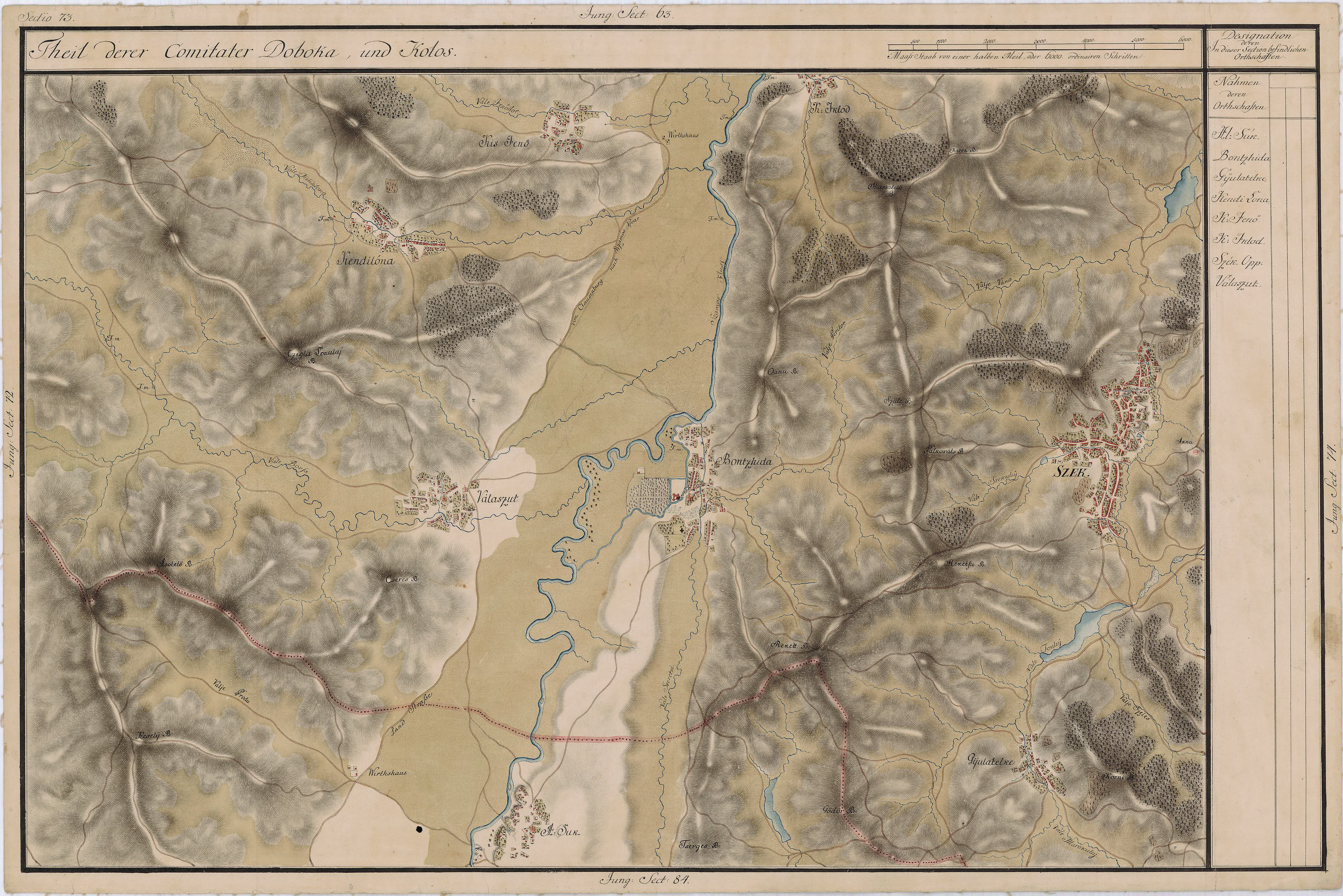
Luna de Jos pe Harta Iosefină a Transilvaniei, 1769-73

În perioada 1775-1880 Lona a fost capitala de comitat,
In 1898 se infinteaza  oficiu postal.
In 1944 Ilona Jagamas a salvat o fetita evreica de 2 ani de la deportare si a oferit ajutor unei alte familii sa se ascunda in satul Lona.(Jewish Life in Southeast Europe -ISBN 13 :978-0-367-17895-6,nota nr 9)-Routledge,New York,2020.
In baza de date a UNITED STATES HOLOCAUST MEMORIAL MUSEUM-Holocaust Survivors and victims Database sunt trecute doua evreice nascute in Luna de Jos(Hirsch Eszter,18.01.1920,poz.23407 si Hirsch Erzebeth,14.07.1922,poz.23408)  
Hirsch Erzebeth a fost inregistrata in baza de date a lagarului STUTTHOF KZ-Polonia.  

## Populația localității a evoluat de-a lungul timpului astfel:
1603-63 iobagi
1700-11 familii de iobagi
1750-63 familii de iobagi in 48 case,3 familii de rromi in 2 case
1831-686 locuitori
1837-828 locuitori ,91 case
- Biserica Reformată-Calvină din 1727 (cuprinde: zidul de incintă, biserica, casa parohială).In 1768 a fost infintata scoala parohiala sub patronajul lui Adam Teleki.In 1845 Miska Teleki a construit o cladire pentru scoala si a infintat o gradinita.
- Biserica Ortodoxă.
- În cimitirul reformat a existat o biserică medievală în stil gotic distrusă în imprejurări neclare,distrugere ce pare a avea legatură cu frămîntările religioase generate de reformă și cu cele două mari schimbări:trecerea de la catolicism la biserica unitariană și apoi de la biserica unitariană la biserica reformată (in anul 1641).Unii istorici maghiari consideră că distrugerea bisericii medievale a avut loc în timpul domniei principelui Francisc Rákóczi.
- În cimitirul ortodox a existat pînă la al doilea război mondial o biserică de lemn cu cerdac,sfintita in 1805.In 1827 comunitatea ortodoxa din Lona a trecut la greco-catolicism,Din 1850 a avut scoala confesionala.

In arealul satului Luna de Jos se intalnesc frecvent cerbul,capriorul ,vulpea,ariciul,veverita,dihorul,jderul,diferite specii de reptile si rar sau accidental lupul si vidra de apa dulce
- Castelul Teleki. Conform inscripției ce se păstrează deasupra intrării, castelul a fost inaugurat în anul 1698. În parcul castelului, la o distanță de 200 m, se află un turn gotic, ce a făcut parte dintr-un ansamblu mai mare, astăzi demolat. Între acest turn și castel, în secolul al XIX-lea au existat și două clădiri cu etaj, în stil baroc.

1. ↑  x indică operatorul telefonic: 2 pentru Romtelecom și 3 pentru alți operatori de telefonie fixă
2. ↑  Pintilie, p. 28.
3. ↑  C. Suciu, Dicționar istoric al localităților din Transilvania, Editura Academiei RSR, București, 1967, vol. 1, p. 366.
4. ↑  „Varga E. Statistică recensăminte după limba maternă, respectiv naționalitate”. Arhivat din original la 7 martie 2016. Accesat în 2 martie 2008.
5. ↑  Structura etno-demografică a României

- Pintilie, Mariana, Pintilie, Dorin, Comuna Dăbâca: studiu monografic, Editura Eurodidact, Cluj-Napoca, 2001 ISBN 973-85092-4-6
- Simon András, Gáll Enikő, Tonk Sándor, Lászlo Tamás, Maxim Aurelian, Jancsik Péter, Coroiu Teodora (2003). Atlasul localităților județului Cluj. Cluj-Napoca: Editura Suncart. ISBN 973-86430-0-7.
- Dan Ghinea (2000). Enciclopedia geografică a României. București: Editura Enciclopedică. ISBN 978-973-45-0396-4.
- Liviu Stoica, Gheorghe Stoica, Gabriela Popa (2008). Castles & Fortresses in Transylvania: Cluj County. Castele și cetăți din Transilvania: Județul Cluj. Cluj-Napoca. ISBN 978-973-0-05364-7.

## Imagini

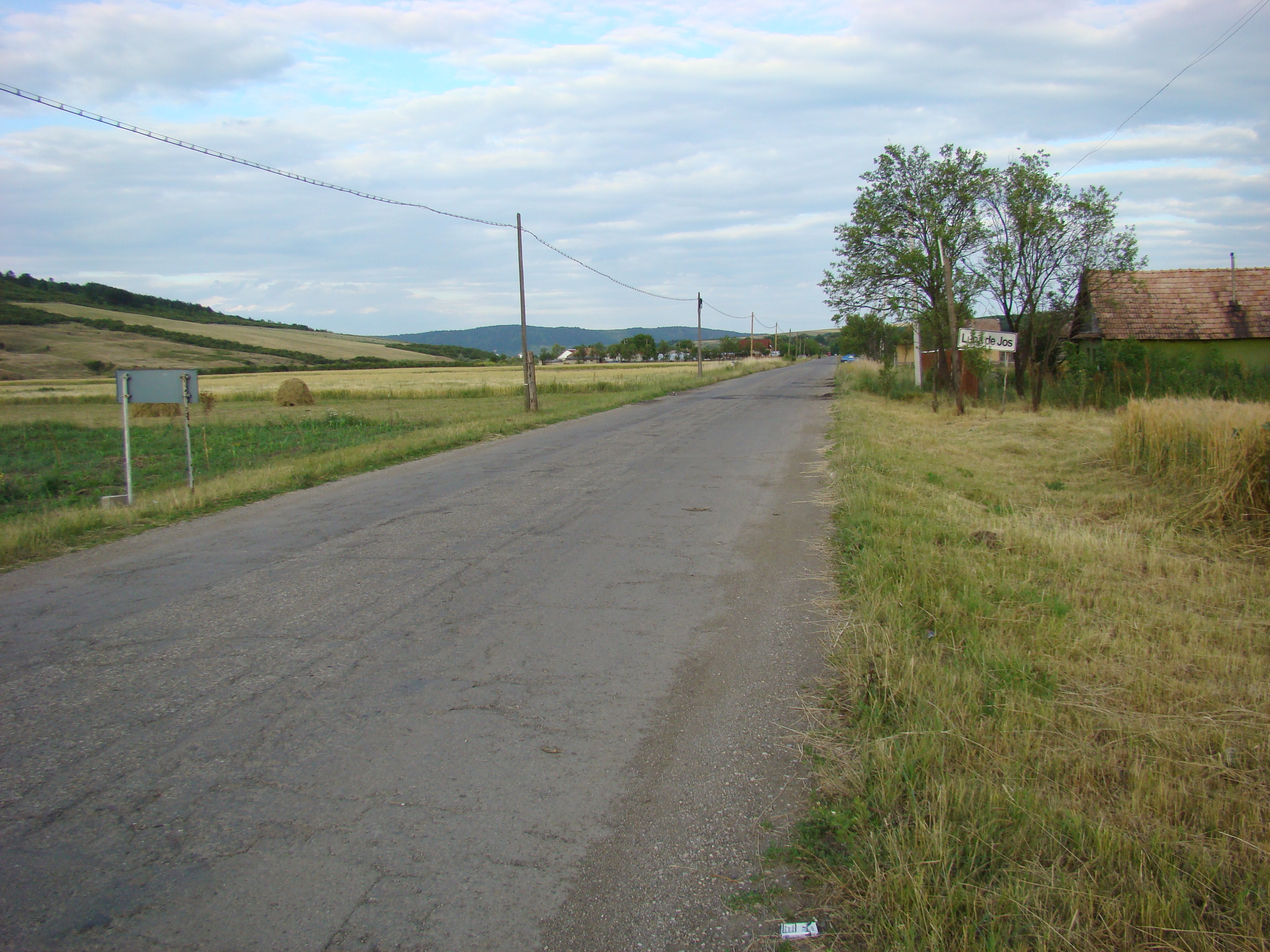
Intrarea în localitate
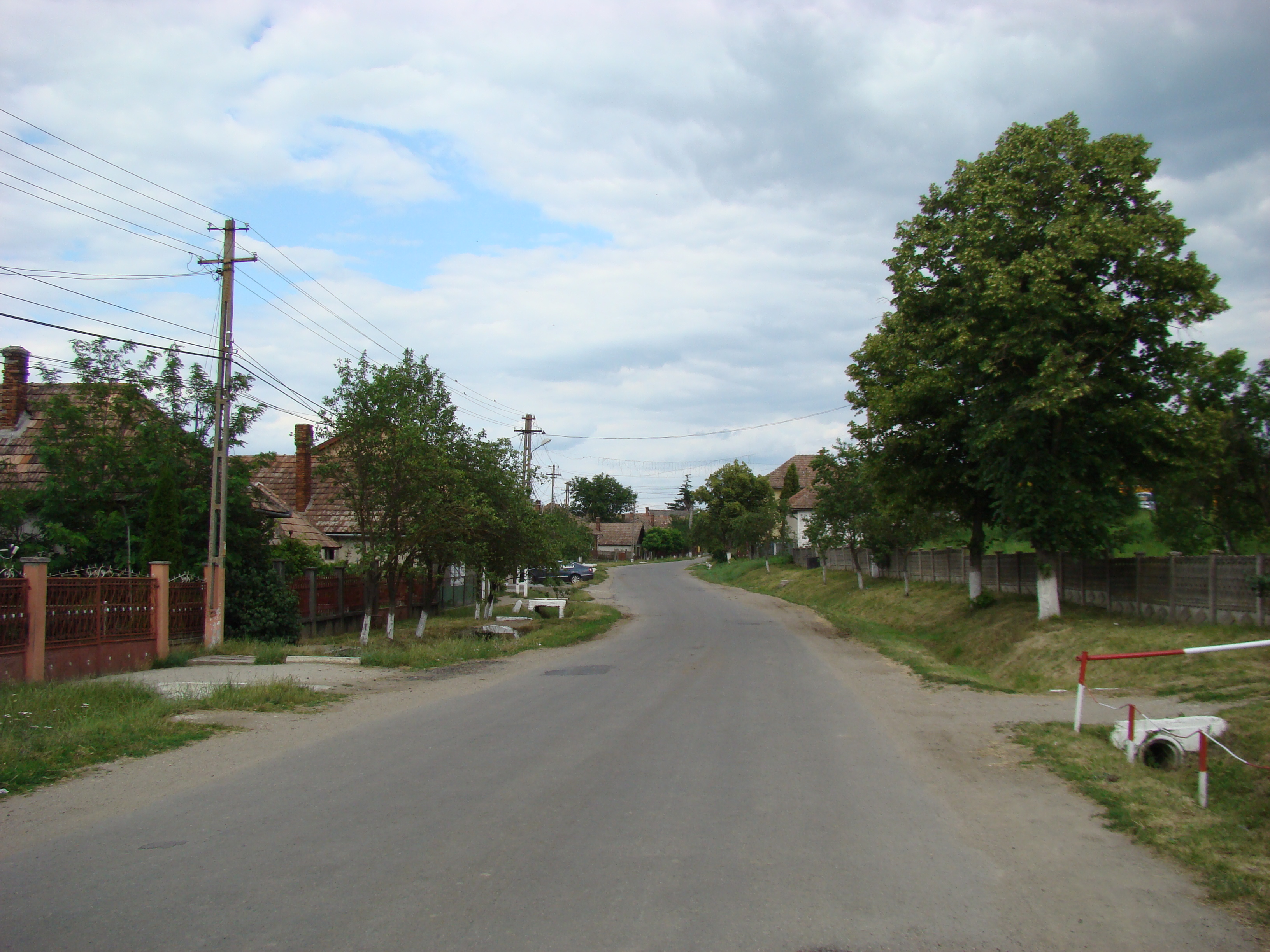
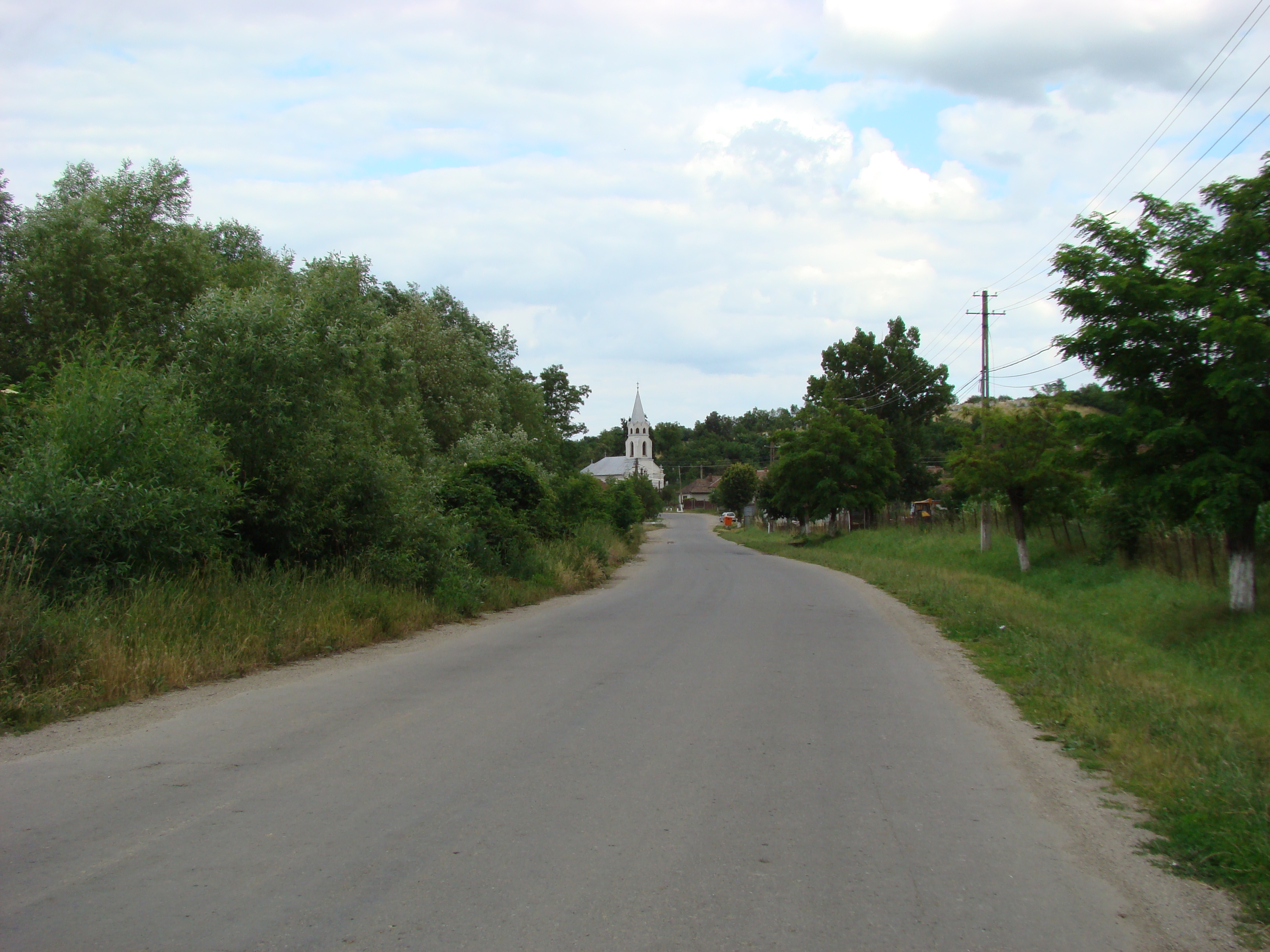
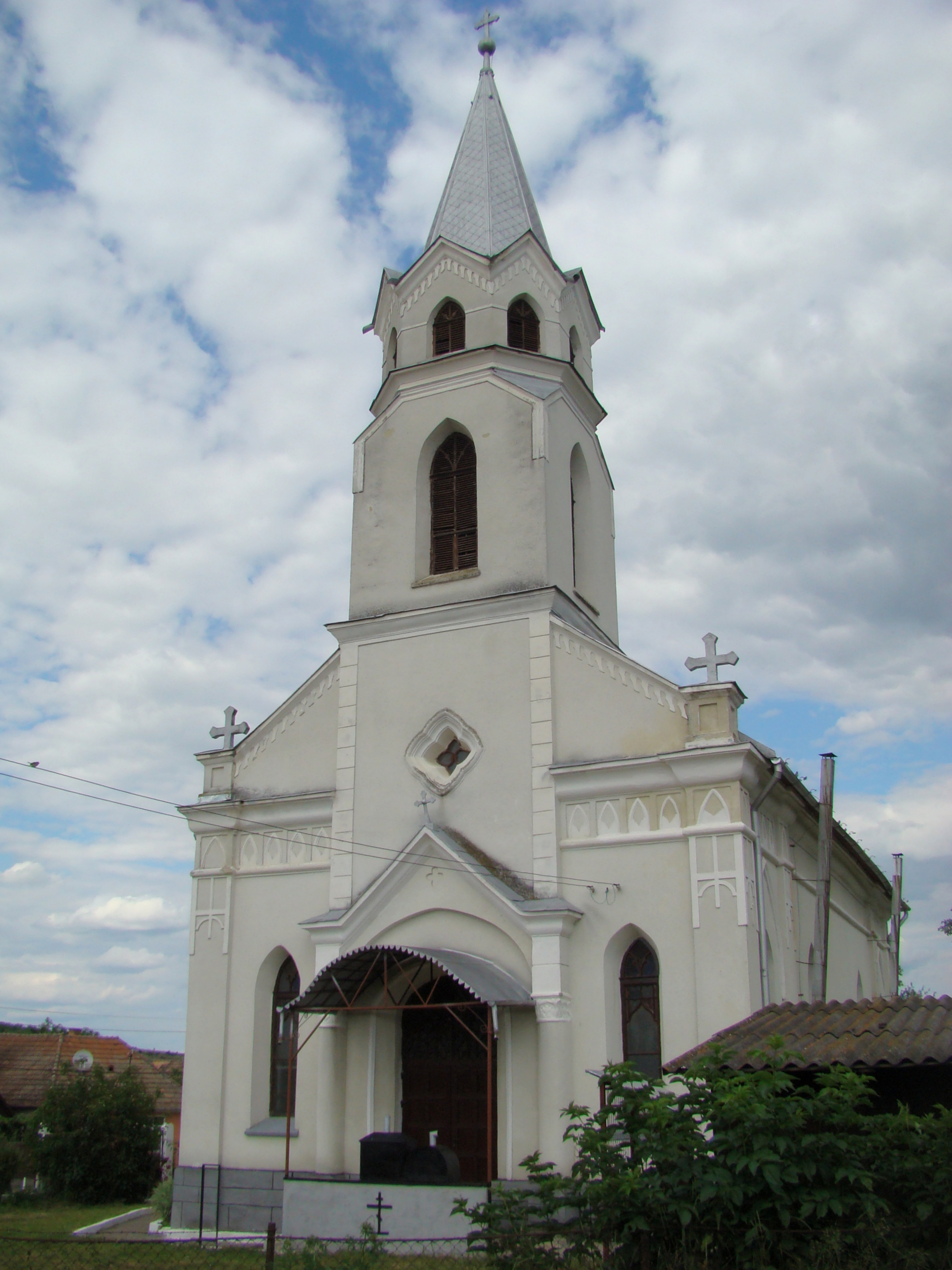
Biserica ortodoxă (inițial greco-catolică, construită în 1927, sfințită de Ep. Dr. Iuliu Hossu în 20 august 1947)
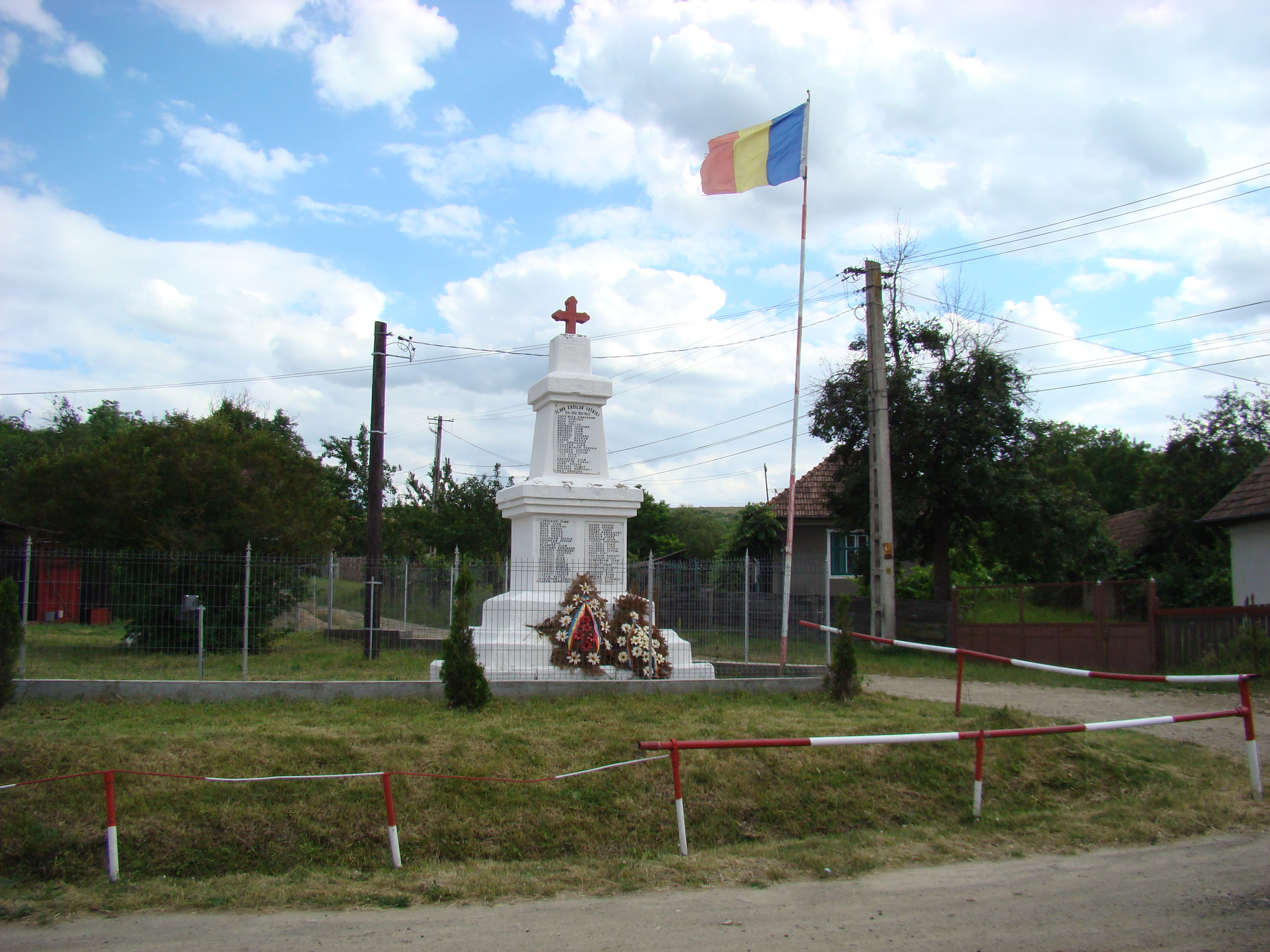
Monumentul Eroilor
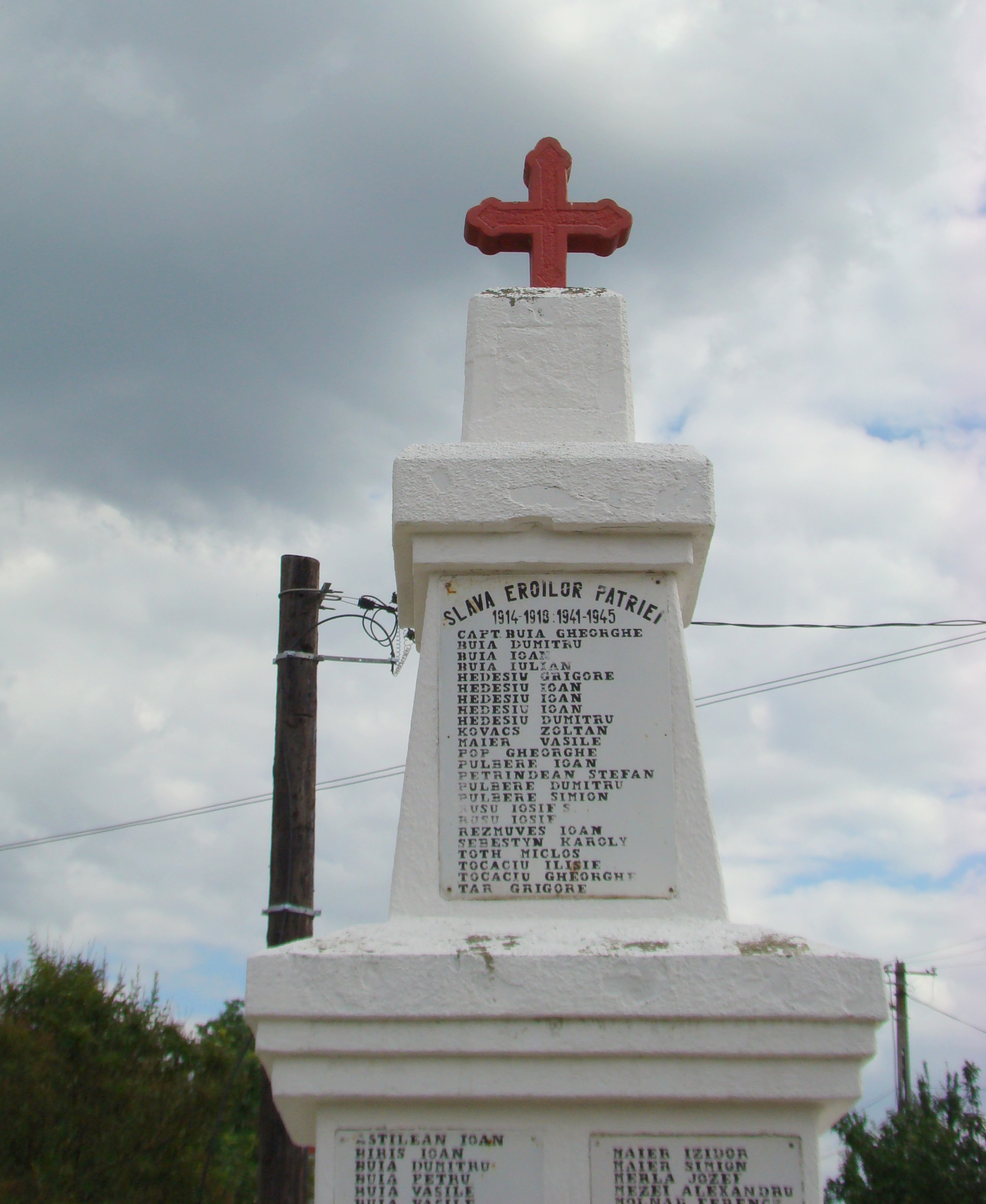
Monumentul Eroilor (detaliu)
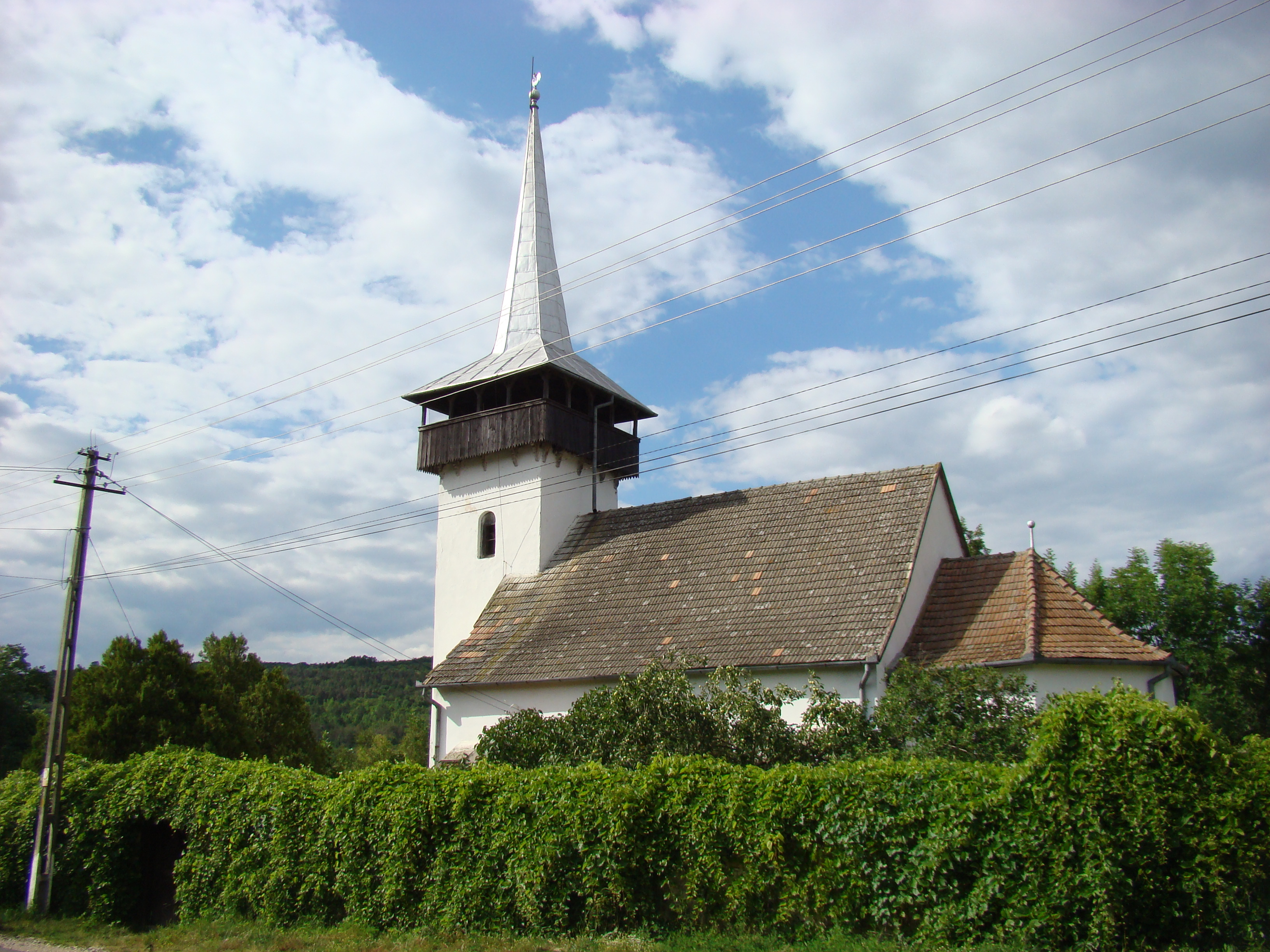
Biserica reformată (monument istoric)
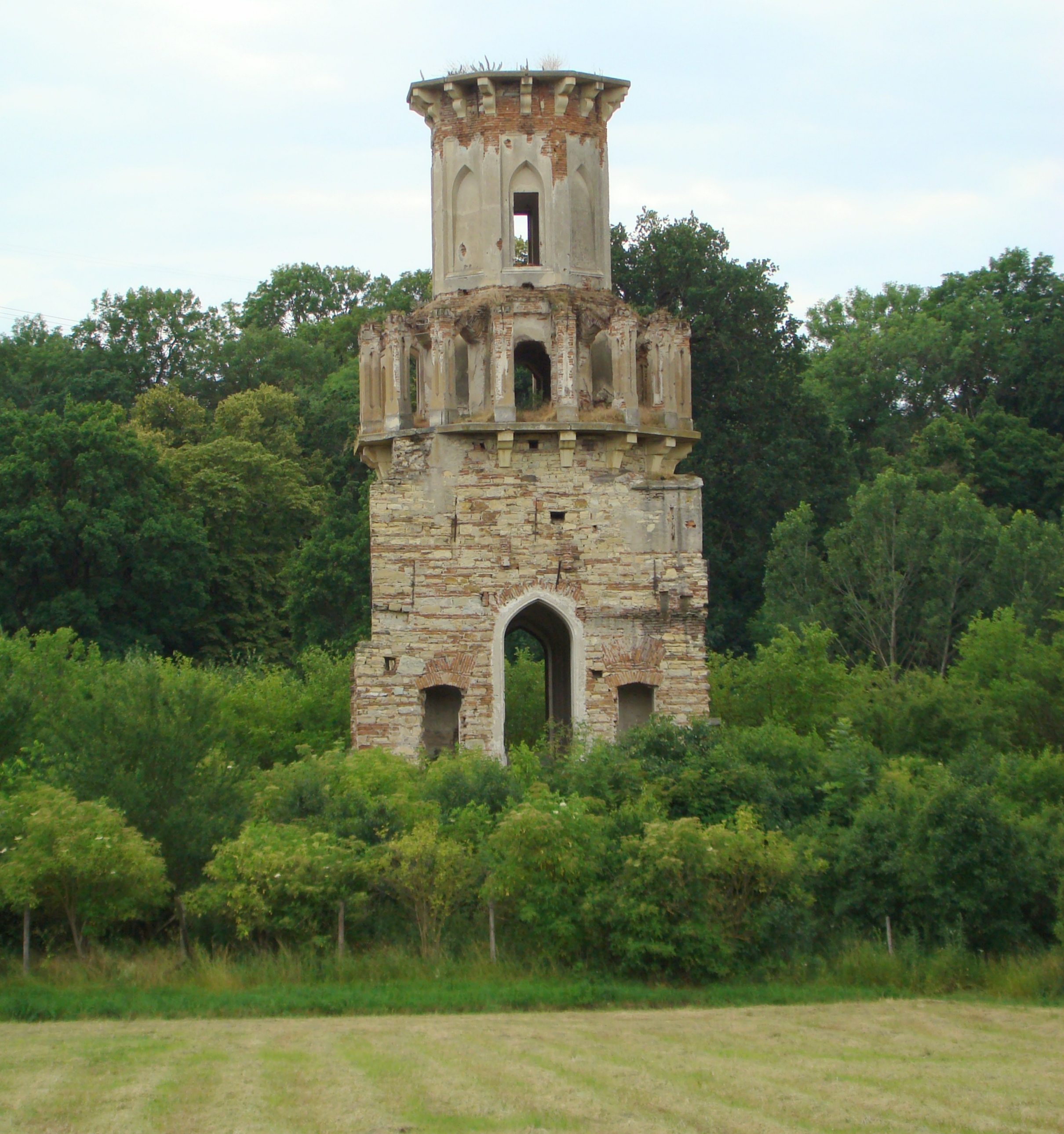
Castelul Teleki. Turnul de vânătoare
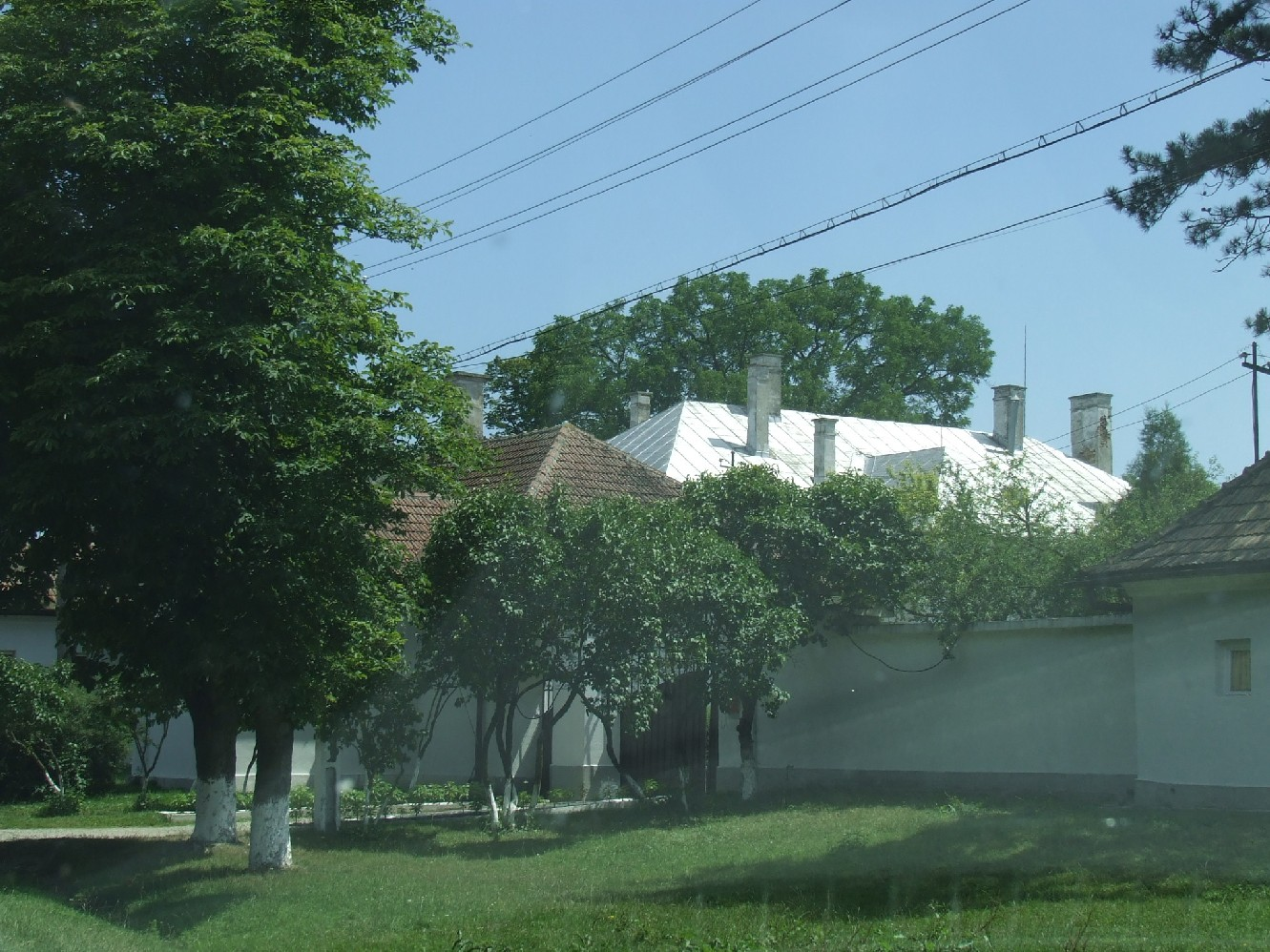
Castelul Teleki - noul castel construit după demolarea celui vechi
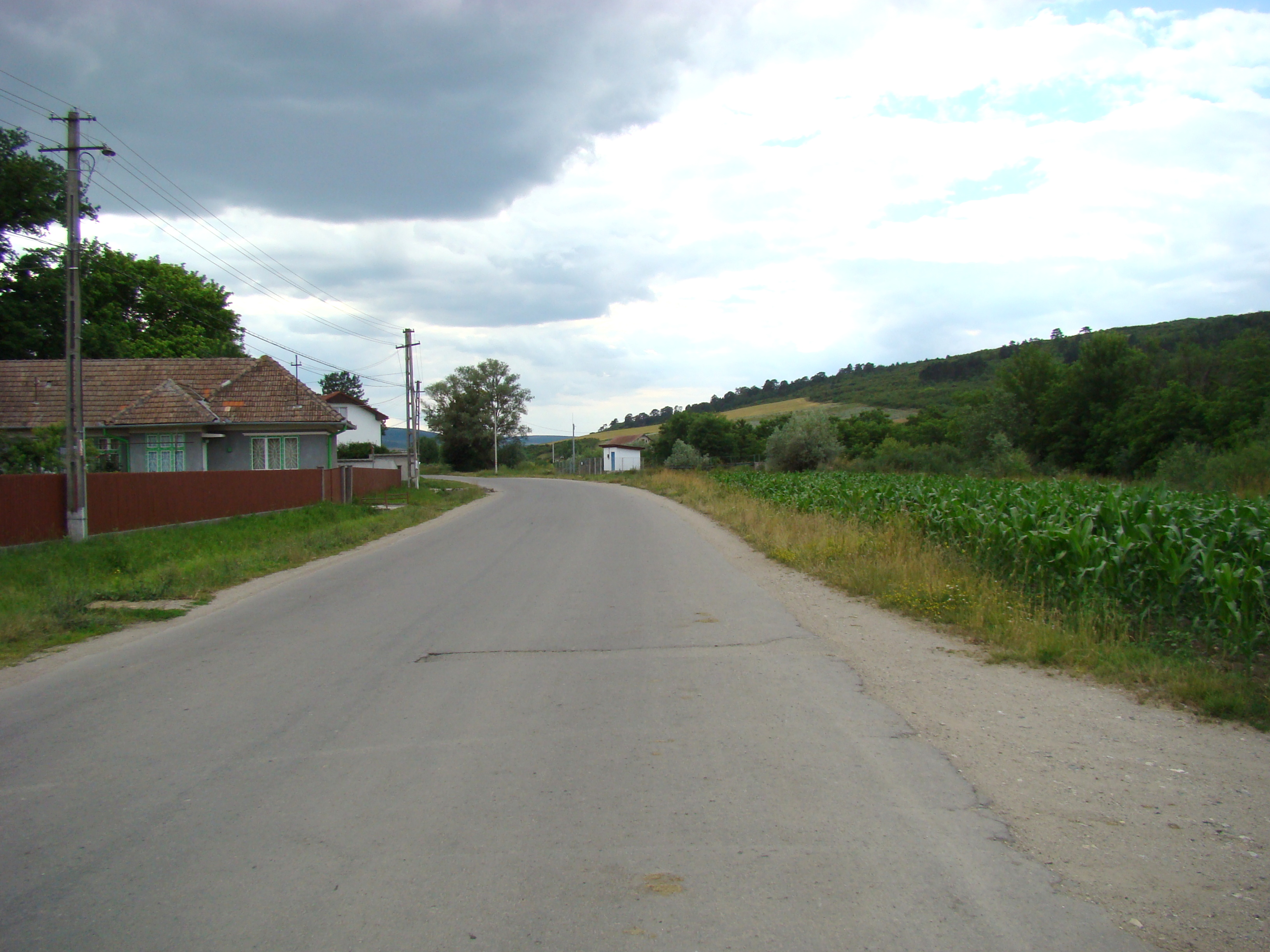

- Biserica reformată din Luna de Jos
- Lista monumentelor istorice din județul Cluj